# Mandarin Oriental (Santiago de Chile)
El Mandarin Oriental es un hotel de lujo de 5 estrellas, parte del grupo hotelero Mandarin Oriental Hotel Group. Está ubicado en Avenida Kennedy #4601, comuna de Las Condes en Santiago. 
Cuenta con 287 habitaciones y 23 suites, spa, gimnasio y una gran piscina con cascada rodeada de jardines, dos famosos restaurantes: Senso, de especialidad italiana y Matsuri, fusión nikkei; un lobby lounge, un bar, 8 salas de reuniones y dos grandes salones con capacidad de hasta 800 y 320 personas, divisibles en 3 salones.
El rascacielos anteriormente perteneció a la cadena Hyatt hasta que finalizó su concesión debido a diferencias con el Grupo Saieh, dueño original. En este hotel se alojaron figuras como George W. Bush, Bill Clinton, Kofi Annan, Madonna, Bono, Paul McCartney, Michael Jackson, Liam Gallagher entre otros.

## Arquitectura
- Mide 110 metros y tiene 24 pisos.

- Cuenta con 287 habitaciones y 23 suites.

## Datos clave
- Altura: 110 metros.
- Pisos: 2 niveles subterráneos de estacionamiento y 24 pisos.
- Condición: En uso
- Rango: 	
  - En Santiago de Chile: 2010: 3º lugar
  - En Latinoamérica: 2010: 55.º lugar